# Sennen-Ballade
Sennen-Ballade ist ein Kinodokumentarfilm aus dem Jahr 1996 des Schweizer Regisseurs Erich Langjahr. Er bildet den Auftakt zu einer Trilogie über die Situation der Bauern, über Identität, Überleben und Zukunft. Sennen-Ballade trägt den Untertitel «Zum 150. Geburtstag der modernen Schweiz», eine Anspielung an das Gründungsjahr des Schweizer Bundesstaates 1848.
Der Kinofilm Sennen-Ballade wurde 2023 mit Hilfe von Kantonen, Gemeinden und Stiftungen restauriert und digitalisiert.  

## Entstehung
Wie in Langjahrs früheren Filmen ist auch der «Sennen-Ballade» eine lange Vorarbeit vorausgegangen. Die Kontakte zur im Film porträtierten Familie Meile knüpfte Langjahr während der Dreharbeiten zu «Männer im Ring». Drei Jahre dauerte es von der ersten Recherche bis zum Abschluss der Schnittarbeiten.
Der Film kommt ohne Kommentare und ohne Musik aus. Erich Langjahr meinte in einem Interview dazu: Der Film ist in sich höchst musikalisch und schafft Raum für das eigene Empfinden der Zuschauer. Mani Planzer, der für mich mehrmals Filmmusiken geschrieben hat, konnte sich keine zusätzliche Musik zu den Bildern und Naturtönen vorstellen.
Hans M. Eichenlaub schrieb dazu in der «Weltwoche»: Es gehört zu den auffälligsten Qualitäten dieses Films, dass er ohne Kommentar, ja praktisch ohne Dialoge, auskommt. (...) Der differenzierte Umgang mit den Tönen und Klängen (Ton: Silvia Haselbeck) von Wind-, Arbeits- und Tiergeräuschen ermöglicht den sinnlichen Zugang zu den Bildern. So wird Raum geschaffen für eine Senn-Meditation.

## Inhalt
«Sennen-Ballade» ist eine Filmballade mit dem Senntum-Bauern Werner Meile und seiner Familie. Im Zentrum steht das sennische und bäuerliche Alltagsleben auf der Alp «Unteres Aueli» in der Nähe der Schwägalp (AR) und auf ihrem Hof in Dicken (SG).
Der Film gibt einen Einblick in eine ganzheitliche Daseinsform zwischen Mensch, Arbeit und Tier im Jahresrhythmus. Dazu gehören auch die Alpfahrt und die Alpabfahrt, das Silvesterchlausen in Schwellbrunn (AR) und Umgebung, sowie das Senntum Schnitzen. Werner Meile ist während der Wintermonate als sogenannter «Chüelischnitzer» tätig.

## Rezeption
Der Film «Sennen-Ballade» wurde an der Olma im Oktober 1996 zum ersten Mal gezeigt. Anschliessend nahm er am 39. Internationalen Leipziger Festival für Dokumentar- und Animationsfilm teil und wurde dort gleich zweimal ausgezeichnet. Erst danach gelangte der Film in die Kinos.
Die Urkunde für den Sonderpreis des Internationalen Leipziger Festivals trägt die Unterschrift von Dr. Angela Merkel, damals Ministerin des Bundesministeriums für Umwelt, Naturschutz und Reaktorsicherheit.
Im Sommer 1997 meldete die Schweizerische Depeschen Agentur die Teilnahme des Films «Sennen-Ballade» am internationalen Wettbewerb des Yamagata Dokumentarfilmfestivals in Japan. Erich Langjahrs Werk war aus mehr als 400 Filmen ausgewählt worden und sollte zusammen mit 14 anderen Werken gezeigt werden.
Der Regisseur wurde zum Festival eingeladen. In ihren Reisenotizen schildern Erich Langjahr und Silvia Haselbeck die drei Vorführungen der «Sennen-Ballade» am Festival und die begeisterten Reaktionen des japanischen Publikums: Der Film wird vom Publikum sehr sensibel aufgenommen und beim anschliessenden Gespräch aufmerksam und interessant diskutiert. (...) Der Käse aus unserem Gepäck ist eine Überraschung, die mit Applaus quittiert wird. (...) Es gibt verschiedene Zuschauer, die den Film ein zweites Mal sehen wollen.
Die Festivalorganisatoren von Yamagata kauften eine Kopie des Films «Sennen-Ballade» und liessen diese in japanischer Sprache untertiteln.
2023 kam der mit Hilfe von Kantonen, Gemeinden und Stiftungen restaurierte und digitalisierte Film «Sennen-Ballade» als Reprise ins Kino und wurde in 18 Kinos in der Deutschschweiz gespielt. Das Regionaljournal Ostschweiz sendete vor dem Kinostart einen Beitrag von Michael Ulmann, in dem auch Erich Langjahr interviewt wurde.
Auch 27 Jahre nach der Erstveröffentlichung sorgte der Film vor allem in den Tageszeitungen der Ostschweiz und der Innerschweiz für Aufmerksamkeit. Auf der Webseite Seniorweb Schweiz – Die Webseite für Seniorinnen und Senioren erschien unter dem Titel "Sennen-Leben: Realität und Schönheit" ein ausführlicher Artikel des Medienpädagogen Hanspeter Stalder. Dieser schrieb unter anderem: Das Wiedersehen mit dem wunderbaren Film schenkt uns Bilder, die Sinn stiften, die von inneren Werten handeln, die heute auch von andern um die Zukunft der Welt Kümmernden postuliert werden: Langsamkeit und Achtsamkeit sowie Gemeinschaft zwischen den Menschen und der Natur.

## Auszeichnungen
- Sonderpreis des Deutschen Bundesumweltministeriums, anlässlich des 39. Internationalen Leipziger Dokumentarfilm Festivals 1996
- Mention spéciale der Jury der FIPRESCI, anlässlich des 39. Internationalen Leipziger Dokumentarfilm Festivals 1996
- Teilnahme am offiziellen Wettbewerb des Internationalen Dokumentarfilm Festivals von Yamagata (Japan) 1997
- Werkbeitrag (Gesamtwerk) des Kantons und der Stadt Luzern 1997